# Países que utilizam o F-4 Phantom II

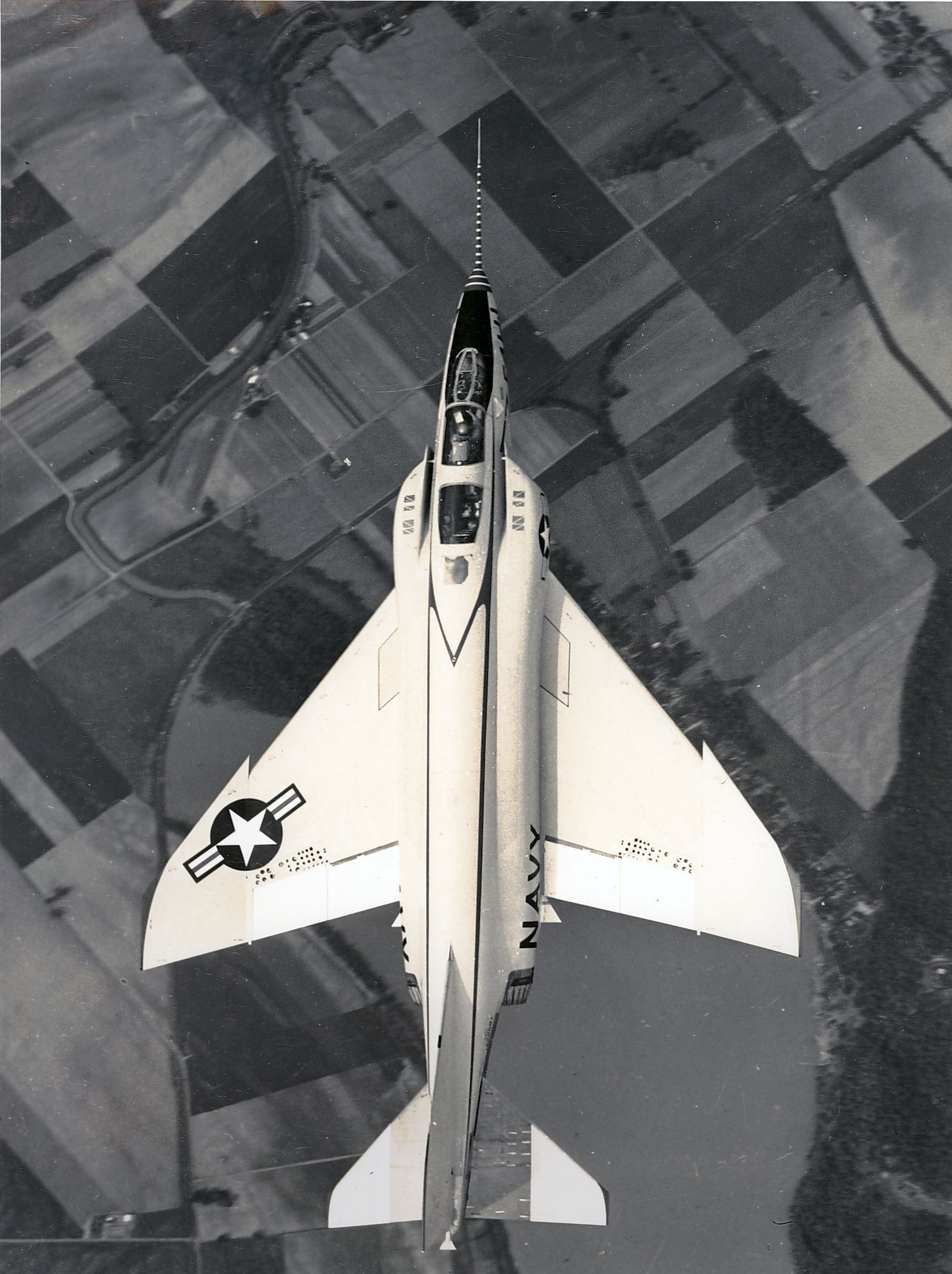
O primeiro dos dois protótipos YF4H-1 - nº 142259

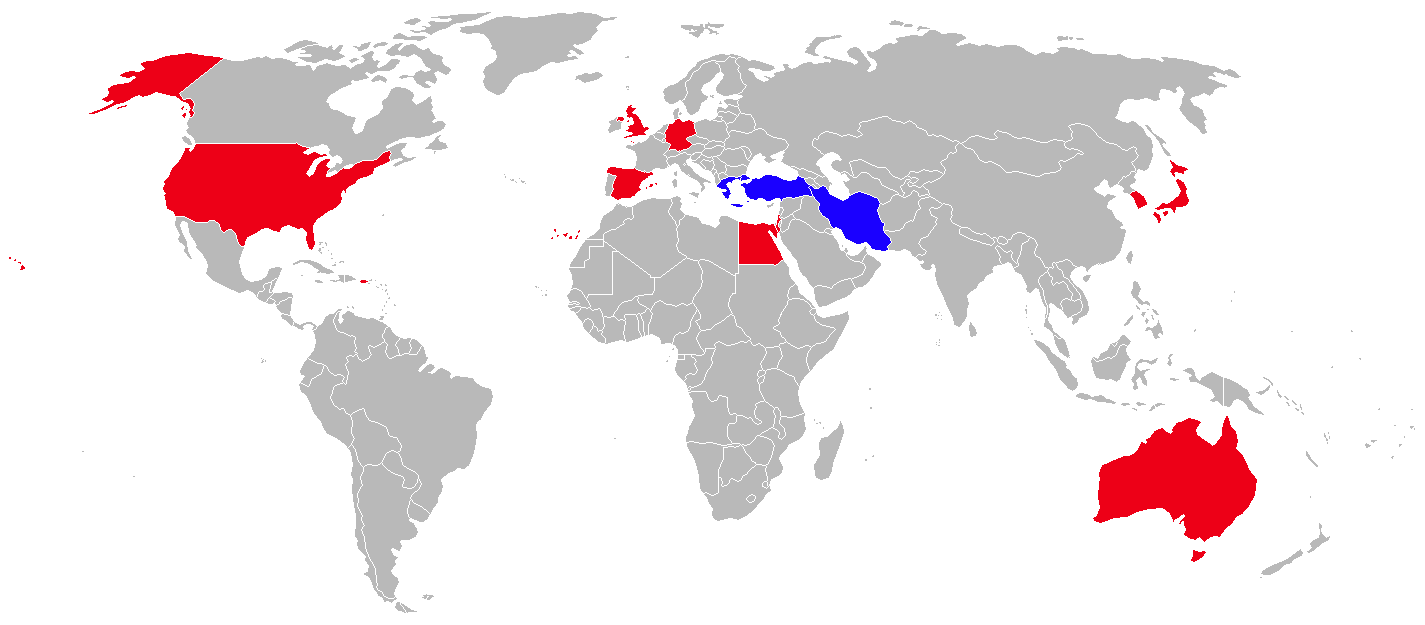
A vermelho Países que utilizaram, a azul Países que ainda utilizam o F-4 Phantom

O F-4 Phantom é um dos mais bem sucedidos aviões do mundo ocidental. Foram construídos nos Estados Unidos 5 057 exemplares de todas as versões, 1 264 para a US Navy e US Marines, 2 857 para a USAF e 1 264 para clientes estrangeiros. No Japão foram ainda construídos 127 unidades sob licença pela Mitsubishi.

## Utilizadores

### Estados Unidos
Até à entrada em serviço do F-35 Lightning II, o F-4 Pantom é o único avião que serviu a Marinha, Força aérea e Fuzileiros Navais do Estados Unidos simultaneamente.
- Marinha dos Estados Unidos

O F4H-1, mais tarde F-4A, foi a versão de produção inicial para a Marinha. Os testes de operacionalidade em porta-aviões tiveram início em Fevereiro de 1960 a bordo do USS Independence (CV-62). O esquadrão VF-74 atribuído à frota do Atlântico e o VF-114 atribuído à frota do Pacífico, foram os primeiros a ser totalmente equipado com o F-4. 

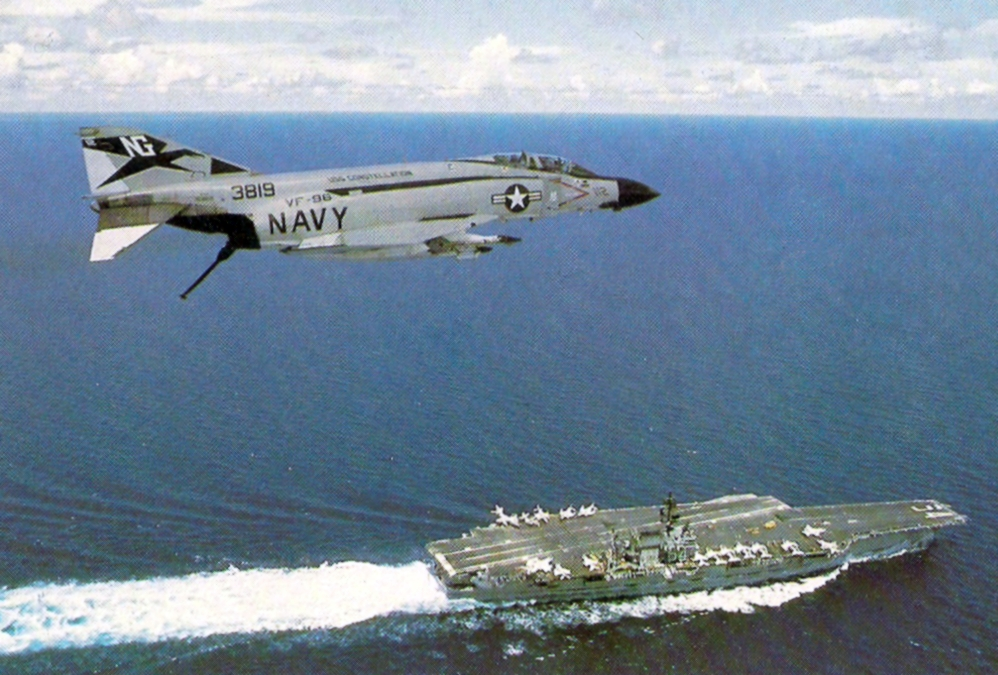
F-4J sobrevoando o porta-aviões USS Constellation (CVA-64)

O esquadrão VF-74 foi o primeiro a ser qualificado para operações em porta-aviões em finais de Outubro de 1961.Enre Agosto e Outubro de 1962 foi realizado o primeiro cruzeiro de teste, pelo esquadrão VF-102 a bordo do USS Enterprise (CVN-65) e entre Agosto de 1962 e Março de 1963 realizou-se o primeiro cruzeiro totalmente operacional, a bordo do USS Forrestal (CVA-59) integrando a 6ª Esquadra no Mediterrâneo.  F-4 Phantom operando a partir dos porta-aviões, USS Enterprise (CVN-65) e USS Independence (CV-62) tomaram parte no bloqueio naval a Cuba durante a crise dos mísseis em Outubro de 1962. Os últimos F-4B no activo foram substituídos em 1974, passando para unidades de reserva.
O F-4J foi a versão final produzida para a Marinha, deriva do F-4B e corrige uma série de deficiências entretanto detectadas durante o serviço operacional, além de outros melhoramentos, ao nível dos motores e aviónicos. Foram entregues entre Dezembro de 1966 e Janeiro de 1972.
Em 1986 todos os F-4 Phantom tinham deixado o serviço activo. Os últimos foram lançados  pela derradeira vez do USS Midway (CV-41) no dia 24 de Março, para nunca mais serem vistos a bordo dos porta-aviões.
- Corpo de Fuzileiros Navais dos Estados Unidos

Em Junho de 1962 o VMFA-314 tornou-se o primeiro esquadrão a receber o F-4B e em 11 de Abril de 1965 voaram a primeira missão de combate sobre o Vietname. Iniciando um envolvimento activo em apoio das forças terrestres dos Marines, ataques Tally Ho sobre o Vietname do Norte e missões de interdição sobre o Laos. Em 1979 o esquadrão VMFA-323 trocou os seus F-4B por F-4N, pondo um ponto final na carreira activa do F-4B.

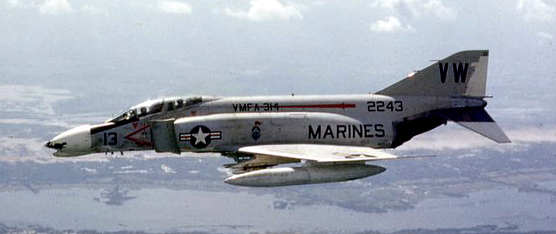
F-4B do VMFA-314 o primeiro esquadrão dos Marines a operar o Phantom

Durante o conflito do Vietname foram perdidos pelos Marines 72 F-4B em combate, um abatido por um MIG, 65 por fogo antiaéreo e seis por fogo de morteiro ou sabotagem, enquanto se encontravam em suas bases, outros 23 ficaram destruídos por acidentes operacionais.
O RF-4B versão desarmada de foto reconhecimento do F-4B e exclusivo dos Marines foi a segunda versão do F-4 em uso, receberam 46 exemplares entre Maio de 1965 e Dezembro de 1970. Em 1975 dois anos após o terminus do conflito no Sudoeste Asiático, onde foram perdidos 3 aviões devido a fogo antiaéreo e um outro num acidente operacional, foram reagrupados no esquadrão VMFP-3 baseado em El Toro até ao final da sua vida activa em Agosto de 1990.
O F-4J foi a versão final produzida para a US Navy e os Marines, o VMFA-334 foi o primeiro esquadrão a receber a nova versão a partir de Junho de 1967.
Em 1970 foi iniciado o recondicionamento e modernização de 225 F-4B dando origem ao F-4N, que se mantiveram a operar com os Marines até serem substituídos pela modernização do F-4J o F-4S ou pelo novo F/A-18 Hornet no início de 1980. A última unidade a operar o F-4N foi o VFMA-134 que em 1985, abandonou definitivamente a utilização desta versão. Em Janeiro de 1992 o esquadrão VMFA-112, uma unidade de reserva, retirou do inventário o último Phantom F-4S ainda em serviço.
- Força Aérea dos Estados Unidos

A Força Aérea dos Estados Unidos foi o maior utilizador do F-4 Phantom, no entanto os 27 navalizados F-4B alugados temporariamente à Marinha em Novembro de 1963 foram os primeiros operados pela USAF, essencialmente no treino dos futuros instrutores e equipes de manutenção.
A primeira versão produzida para e utilizada pela Força Aérea, foi o F-4C equivalente ao F-4B. Os primeiros exemplares começaram a ser entregues em Janeiro de 1964 e ganharam capacidade operacional em Outubro desse mesmo ano. No dia 24 de Julho de 1965 o F-4C com o nº de cauda 63-7599, tornou-se o primeiro avião militar Norte-Americano, a ser abatido por um míssil superfície-ar.
O RF-4C é a versão de reconhecimento fotográfico, derivado do F-4C, não possui capacidade de utilizar armamento. O primeiro avião foi entregue em Setembro de 1964 e adquiriu capacidade operacional em Agosto de 1965.

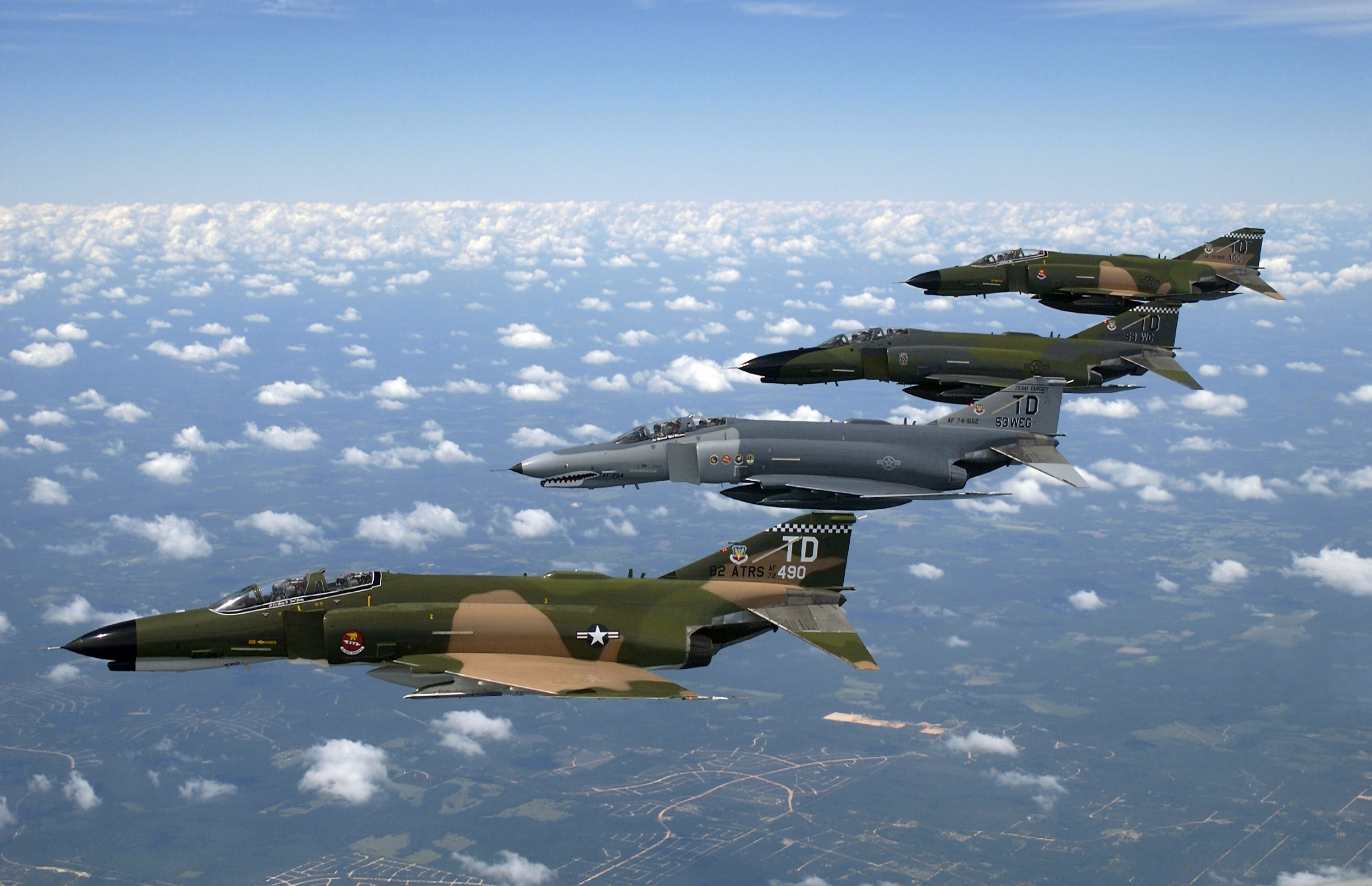
Formação de F-4E na comemoração do 50º aníversario da USAF

O EF-4C foi a versão Wild Weasel desenvolvido em paralelo com o F-100F e F-105F no programa Wild Weasel III. Entrou ao serviço em Junho de 1968 após um longo período de desenvolvimento para tentar resolver a falta de espaço para alojar o equipamento.
O F-4D foi a versão seguinte da USAF, basicamente era uma versão melhorada do F-4C, do qual herdou os principais defeitos.
O primeiro exemplar voou em Março de 1966 e iniciou as hostilidades no Vietname em Maio de 1967, substituindo gradualmente o F-4C. Inicialmente não estava equipado para o transporte e lançamento do AIM-9 Sidewinder, tendo perdido essa capacidade em favor do AIM-4D Falcon preferido pelas chefias da USAF, devido ao fraco desempenho do míssil, todos os F-4D foram alterados para permitir a utilização do míssil Sidewinder.
Quatro exemplares foram modificados e designados EF-4D para a função Wild Weasel IV/V. Dois foram equipados com o sistema de radar, aviso antecipado e aquisição de alvos AN/APS-107 para uso do en:AGM-78 Standard, os outros dois serviram como aviões de teste, no desenvolvimento dos equipamento do F-4G.
O F-4E introduziu alguma modificações aerodinâmicas, que melhoraram o desempenho em voo, bem como um canhão interno M61 Vulcan, que no início se mostrou problemático, devido à ingestão dos gases pelas entradas de ar dos motores, quando disparado, o que provocava frequentes perdas de potência. Voou pela primeira vez 30 de Junho de 1967 e iniciou-se no Vietname em Janeiro de 1969. Após o final do conflito começaram a ser substituídos gradualmente pelos F-15 e F-16 no inventário da USAF, e acrescentados à Reserva da Força Aérea e Guarda Nacional.

### Alemanha
A Luftwaffe foi um dos grandes utilizadores do F-4 Phantom, a primeira versão a ser usada foi o RF-4E, uma versão desarmada do F-4E, nunca utilizada pela USAF e dedicada apenas à exportação. Voou pela primeira vez com as cores Alemãs no dia 15 de Setembro de 1970 e ficou operacional em 20 de Janeiro de 1971, com a Aufklarungeschwader
 51 "Immelmann", (AKG 51) baseada em Bremgarten. Em Setembro de 1971 foi formada a AKG 52, baseada em Leck. Um total de 88 RF-4E foram entregues, nºs de seríe da Luftwaffe 3501 a 3588.
Em 1978 foi decidido capacitar os RF-4E para ataque ao solo. Num programa que terminou em 1982 todos os aviões foram modificados pela Messerschmitt-Bolkow-Blohm (MBB), foi ainda melhorada a capacidade de reconhecimento com a substituição do equipamento e adicionado um dispersor de chaff
. Os RF-4E deixaram o serviço activo progressivamente entre 1993 e 1994. 32 foram transferidos para a Turquia e outros 20 para a Grécia.

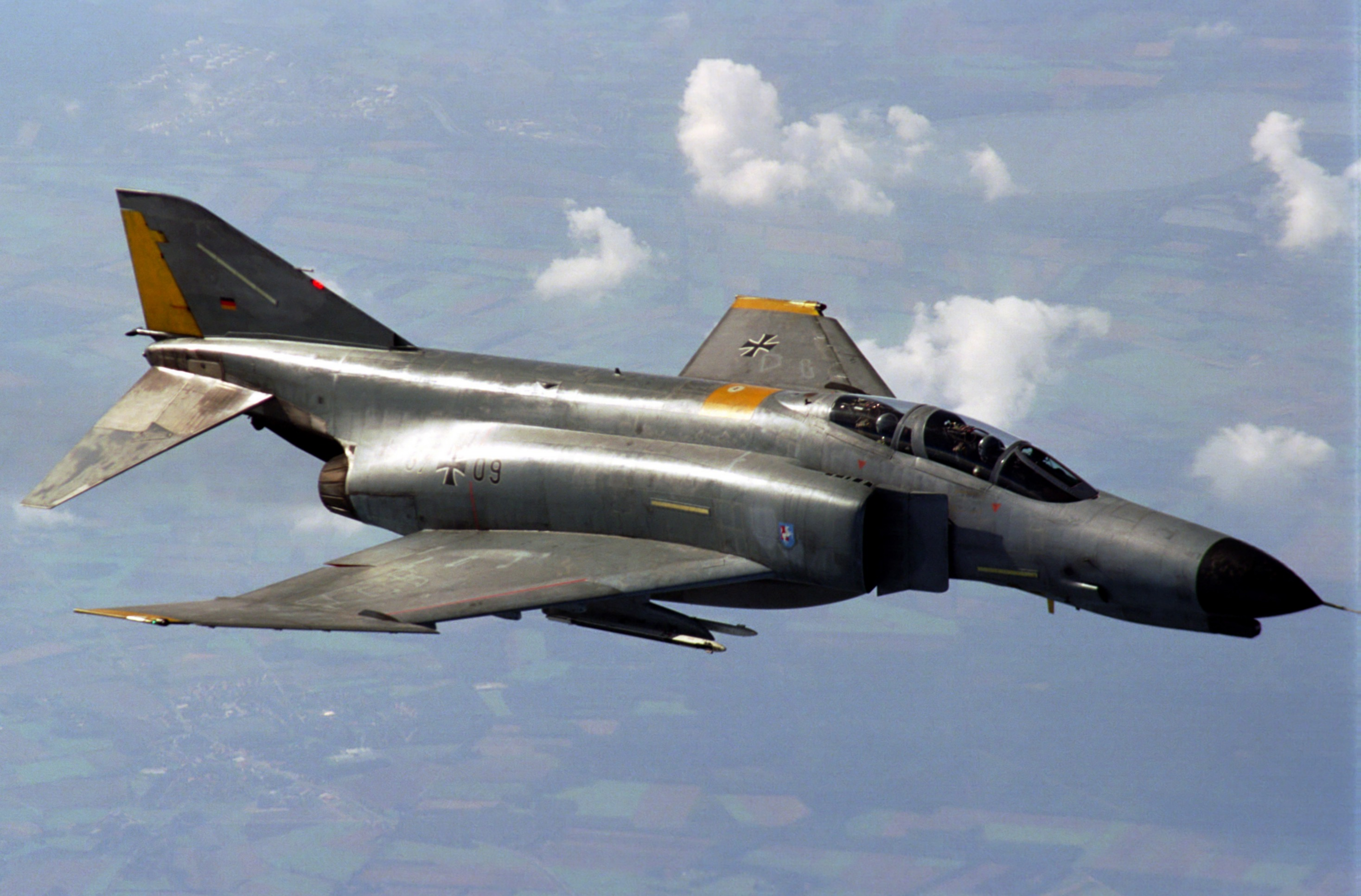
F-4F da Luftwaffe

A segunda versão a ser utilizada pela Luftwaffe foi o F-4F,
dos quais foram encomendados 175 unidades. O primeiro F-4F voou pela primeira vez em 18 de Maio de 1973, as entregas tiveram início em 5 de Setembro de 1973 e o último exemplar foi entregue Abril de 1976. Nºs de série da Luftwaffe 3701 a 3875, equiparam duas esquadras de intercepção a JG-71 Richthofen e a JG-74 Molders e duas esquadras de ataque ao solo, a JBG-35 e a JBG-36. Doze F-4F também designados não oficialmente por TF-4F foram baseados na George AFB nos Estados Unidos para treino das tripulações alemãs, devido às condições meteorológicas no Norte da Europa serem habitualmente pouco favoráveis. Estes aviões operavam com marcas e nºs de cauda da USAF e foram substituídos em 1978 por 10 F-4E, passando a operar na base de Holloman no Estado do Novo México a partir de Maio de 1992. Os originais F-4F regressaram à Alemanha onde a capacidade operacional foi totalmente restaurada.

### Austrália
Em Março de 1963 a McDonnell fez uma tentativa para atrair o interesse da Real Força Aérea Australiana (RAAF), oferencendo a versão F-4C com motores de fabrico Francês, SNECMA Atar 9, o mesmo que propulsionava os Mirage III Australianos. No entanto o governo nesse mesmo ano, anunciou a decisão de adquirir 24 General Dynamics F-111 de geometria

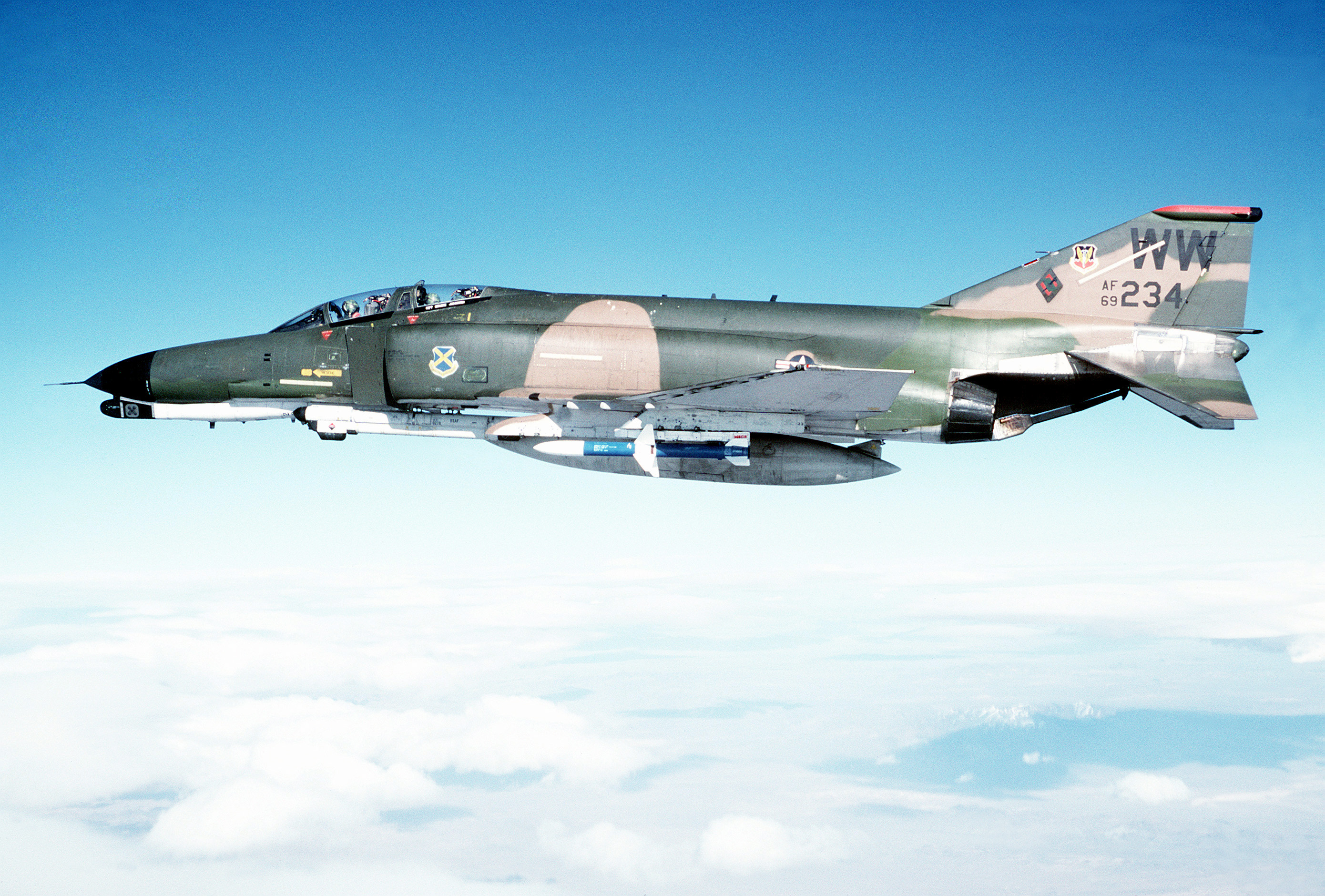
F-4E da USAF em 1982. Entre 1970 e 1973 serviu na RAAF

variável, com a primeira entrega planeada para 1968, devido a problemas estruturais na fuselagem, a sua introdução foi repetidamente adiada. Como medida interina até à entrada em serviço dos F-111 foram alugados 24 F-4E e RF-4E. Serviram no primeiro e sexto esquadrão, entre Setembro de 1970 e  final de Junho de 1973, quando finalmente os F-111 chegaram. Devido ao agrado que o que F-4E teve junto dos pilotos e do comando da RAAF, foi considerado cancelar a ordem de compra dos F-111 a favor da aquisição dos "Phamtom", o que não veio a acontecer devido ao elevado custo, que envolvia também a compra de vários KC-135 de reabastecimento em voo, para apoio do F-4E. Foram devolvidos aos Estados Unidos, com excepção de um acidentado em Junho de 1971, e integrados no activo da USAF.

### Coreia do Sul
A Força Aérea da República da Coreia começou a adquirir Phantoms no final dos anos 60, inicialmente encomendou 18 F-4D e recebeu os primeiros quatro em Agosto de 1969, em 1972 recebeu mais 18 F-4D  do inventário da USAF na Coreia, oficialmente estes aviões estavam na situação de alugados,
mas a transferência veio a revelar~se permanente. No total 92 F-4D ex-USAF foram transferidos até 1988, dos quais 60 ainda se encontram em serviço.
Em 1978 37 F-4E são encomendados à McDonnell o último dos quais, nº 78-0744, foi o derradeiro Phantom construído nos Estados Unidos, com as transfrências de F-4E usados da USAF o total da versão "E" eleva~se a 103 exemplares dos quais 55 continuam servindo.
Um total de 23 RF-4C foram também transferidos para a Força Aérea da República da Coreia. Actualmente e no total das versões F-4D/E/RF-4C encontram-se no activo 138 unidades, mais 40 armazenados.

### Egito
Antes do acordo de Camp David, a Força Aérea Egípcia dependia da ex-União Soviética como fornecedora de equipamento e dos seus vizinhos Árabes, 

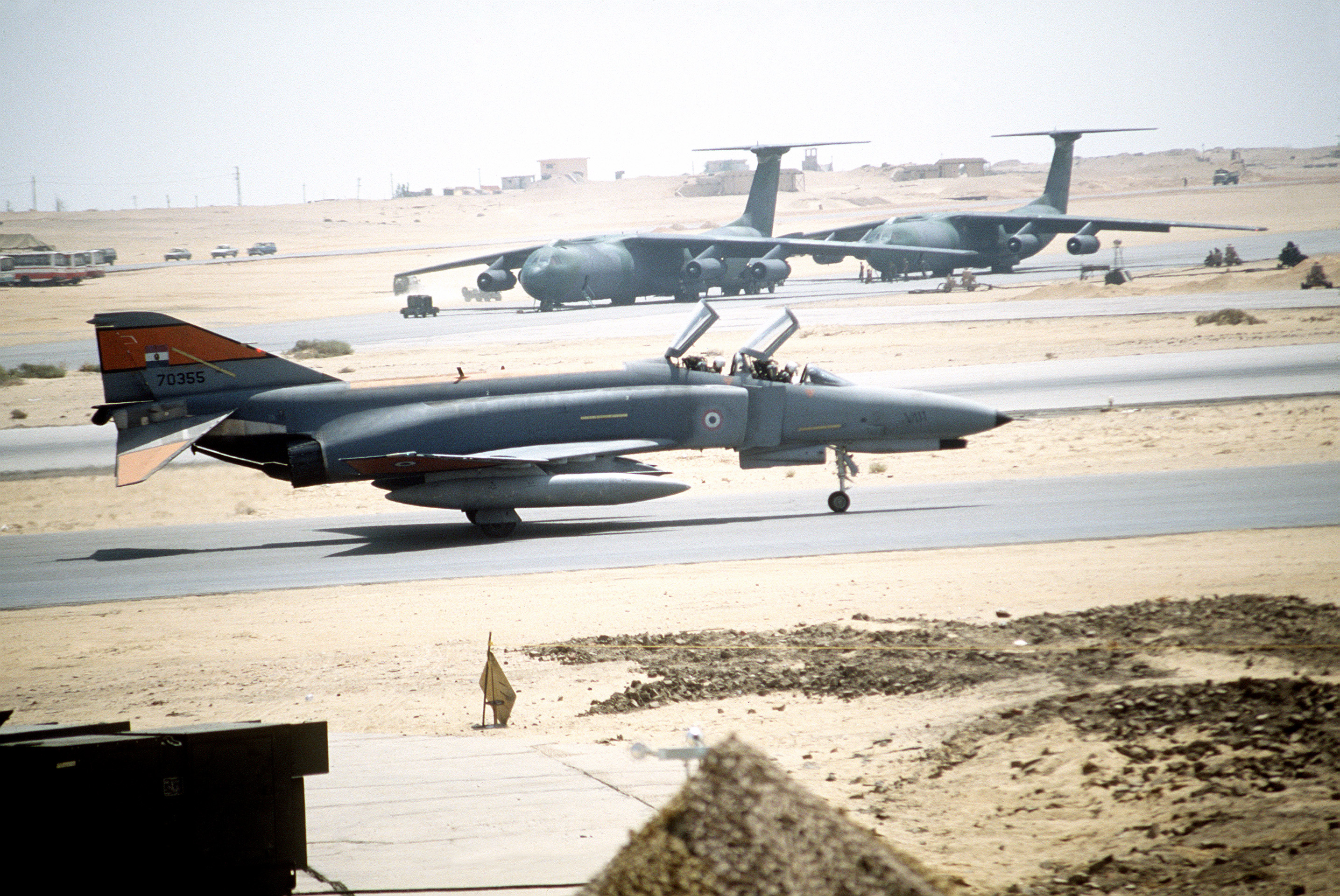
Um F-4E Egípcio durante o exercício BRIGHT STAR 85, ao fundo estão dois C-141 Starlifter da USAF

ricos em petróleo para subsidiarem as aquisições. Após a assinatura dos acordos de  paz os financiamentos foram  cortados, servindo como exemplo, o não cumprimento por parte da Arábia Saudita do acordado para a compra de 50 Northrop F-5E Tiger II e subsequente  doação ao Egipto. Em sua substituição o Departamento de Estado dos Estados Unidos propôs o fornecimento de 35 F-4E  ex-USAF por troca de alguns MIG-21 e MIG-23, para uso da USAF. A este projecto foi dado o nome de código Peace Pharaoh, e a entrega dos F-4E ocorreu em Setembro de 1979.
Os pilotos Egípcios habituados ao mais simples MIG-2 consideraram o F-4E um desafio e os mecânicos consideram-no muito mais complexo do que aqueles com que estavam familiarizados e muito mais difícil de manter em estado operacional. Os índices de prontidão ficaram de tal modo baixos, que foi considerada a sua venda à Turquia, em troca de alguns F-16. Contudo um rigoroso programa de treino em colaboração com a USAF melhorou gradualmente a eficiência das equipes de terra, de tal modo que foi decidido manter os F-4E. Em 1988 mais sete exemplares foram transferidos, os quais foram os últimos, dada a decisão do governo Egípcio de adquirir um elevado número de F-16.
Continuam em serviço 34 F-4E apesar de não terem sido alvo de qualquer modernização.

### Espanha
A Força Aérea Espanhola recebeu do inventário da USAF, 36 F-4C entre Outubro de 1971 e Setembro de 1972, mais quatro entre Julho e Agosto de 1978 e ainda quatro RF-4C entre Outubro e Novembro de 1978. Como é usual com todas as aeronaves ao serviço da Força Aérea Espanhola adquiriram novas designações internas, assim os F-4C e RF-4C, passaram a C-12 e RC-12 respectivamente. Todos estes aviões tinham já bastantes horas de voo, a maioria  dos quais provinham da 81ª TFW, utilizada em operações de combate na guerra do Vietname. Foram totalmente revistos nas Construcciones Aeronauticas SA, (CASA), e mantiveram-se os F-4C no activo até ao final 1988. No início de 1990 foram recebidos 12 RF-4C ex-Kentucky ANG que se juntaram aos iniciais quatro RC-12 (RF-4C) formando um Esquadrão especializado em reconhecimento táctico. Foram retirados em 2002.

### Grécia
A Força Aérea Helénica usou uma mistura de modelos F-4E e RF-4E, adquiridos novos à McDonnell Douglas e usados transferidos da USAF e da Luftwaffe, totalizando 121.
Entraram ao serviço em Abril de 1974, substituindo o F-84F. Alguns F-4E mais antigos, foram modificados para um padrão próximo do F-4G Wild Weasel, da USAF para o que foram fornecidos mísseis AGM-88A HARM.
Em Abril de 1999 voou o primeiro de 38 F-4E, modificados para um padrão próximo dos F-4F ICE Alemães, a que foi dado o nome Peace Icarus 2000. Continuam no activo 53 F/RF-4E.

### Irão
O governo dos Estados Unidos apoiou activamente a ambição do Xá Mohammad Reza Pahlavi na modernização da Força Aérea Imperial do Irão, já que a mesma se podia converter num efectivo contra poder num eventual expansionismo Soviético.

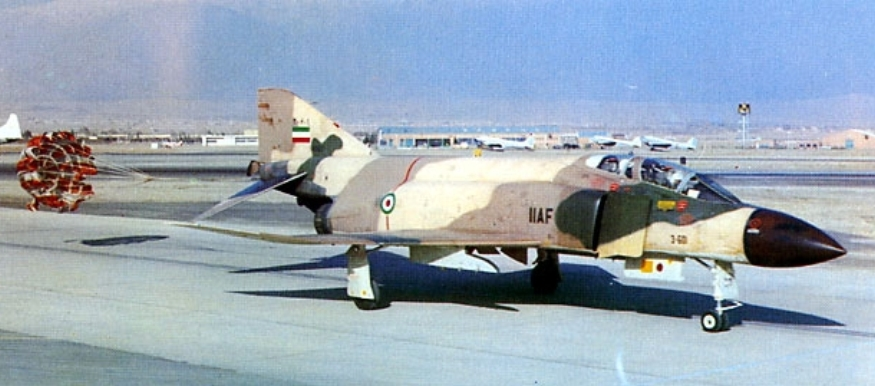
IIAF F-4D Phantom II, usando o paraquedas na travagem após a aterragem

Foram encomendados 16 mais 16, F-4D entre 1966 e 1967, os quais começaram a chegar ao Irão em 8 de Setembro de 1968. No início de 1970 foi colocada uma outra encomenda de 208 F-4E e 32 RF-4E, dos quais apenas foram entregues 177 e 16 respectivamente, entre 1971 e 1979. Devido à revolução Islâmica entretanto ocorrida que afastou o Irão da esfera Ocidental os restantes exemplares em falta da encomenda inicial, foram cancelados.
O embargo Norte-Americano criou grandes dificuldades para a manutenção dos aviões e treino dos seus pilotos, que foram suavizadas durante o conflito Irão-Iraque pelo fornecimento ilegal de peças de reposição por parte de Israel e alguns países da NATO, como prova a inspecção feita a um F-4E cujo piloto desertou para a Arábia Saudita no dia 31 de Agosto de 1984.
A própria Administração Reagan violou o embargo em 1985, ao enviar carregamentos clandestinos de armamento, peças de reposição e munições, contrariando uma directiva do Congresso dos Estados Unidos e provocando uma crise constitucional quando foi tornada pública em Novembro de 1986.

Em 5 de Junho de 1984 dois F-4E Iranianos foram interceptados por dois F-15 Eagle Sauditas, quando se aproximavam de instalações petrolíferas, deste confronto resultou um F-4E abatido, no que é considerado o primeiro e único abate intencional de um produto McDonnell por outro produto McDonnell!

Continuam em serviço 65 unidades F-4D/E/RF-4E.

### Israel
Em 1965 Israel mostrou interesse em adquirir o F-4, mas viu a sua aquisição recusada por razões políticas. Contudo após as perdas sofridas durante a guerra dos seis dias, o embargo Francês à venda de armas e o fluxo de armamento da União Soviética para os seus inimigos, fez reconsiderar a posição do Departamento de Estado Norte-Americano.

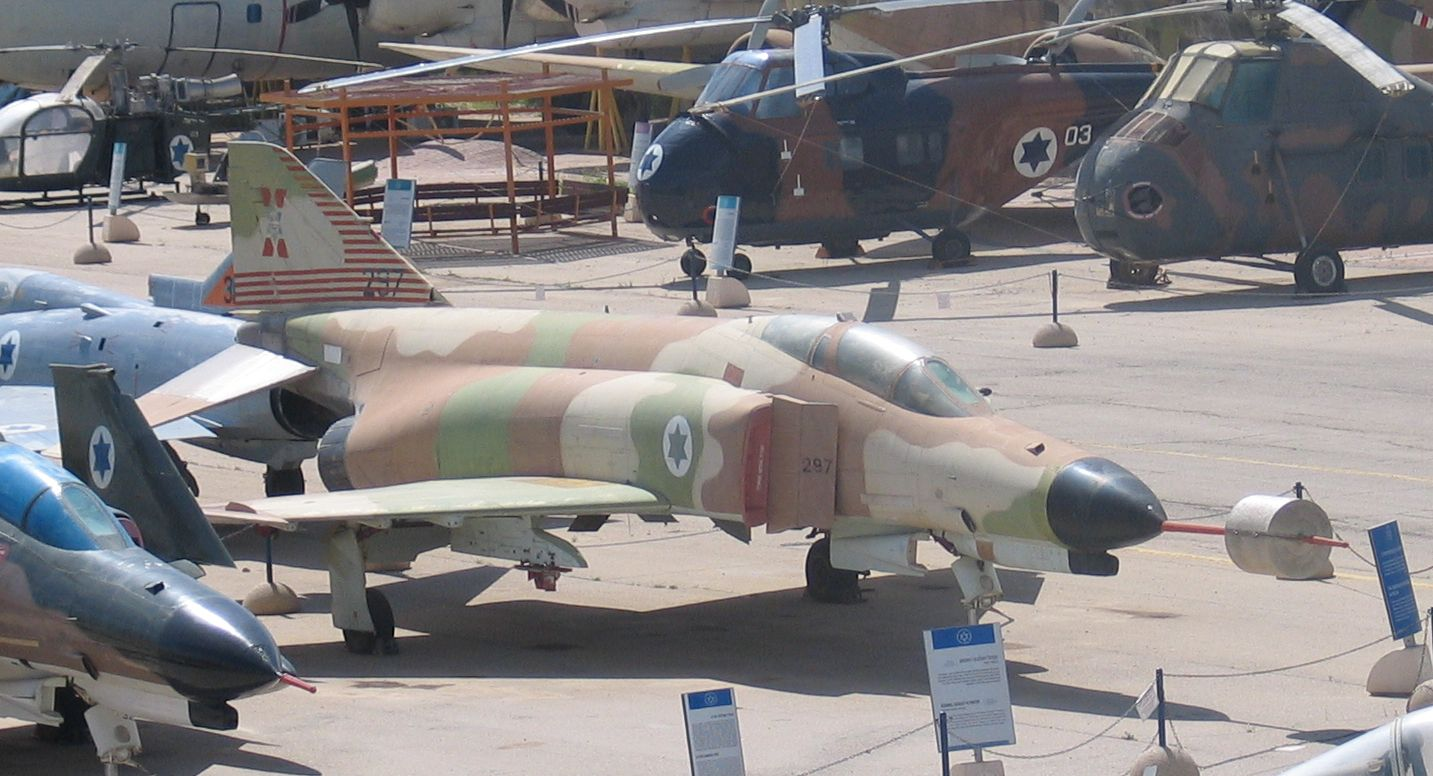
F-4E Israelita no museu da Força Aérea (Muzeyon Heyl ha-Avir)

A IDF/AF foi o maior utilizador do Phantom logo a seguir aos Estados Unidos ao receber entre 1969 e 1976  240 F-4E e RF-4E, de acordo com vários programas de assistência militar e assim distribuídos:
- Ao abrigo do programa Peace Echo I é acordada a venda de 44 F-4E e seis RF-4E. Entrega do primeiro F-4E em 5 de Setembro de 1969.
- 24 F-4E ex-USAF são entregues durante 1971 de acordo com o programa Peace Echo II e III.
- Ainda durante 1971 são transferidos mais 12 F-4E ex-USAF ao abrigo do programa Peace Patch.
- O programa Peace Echo IV formaliza a compra de mais 28 F-4E novos e a transferência de 24 ex-USAF, entregues entre Abril de 1972 e Outubro de 1973.
- No final de Outubro de 1973, o Presidente Richard Nixon aprovou um transferência de emergência de 36 F-4E, no sentido de colmatar as elevadas perdas na Guerra do Yom Kipur, a que foi dado o nome de "operação Nickel Grass".
- No final da Guerra do Yom Kipur 24 novos e 24 F-4E ex-USAF, bem como 12 RF-4E foram transferidos ao abrigo do programa Peace Echo V. O último F-4E Pantom foi entregue em Novembro de 1976

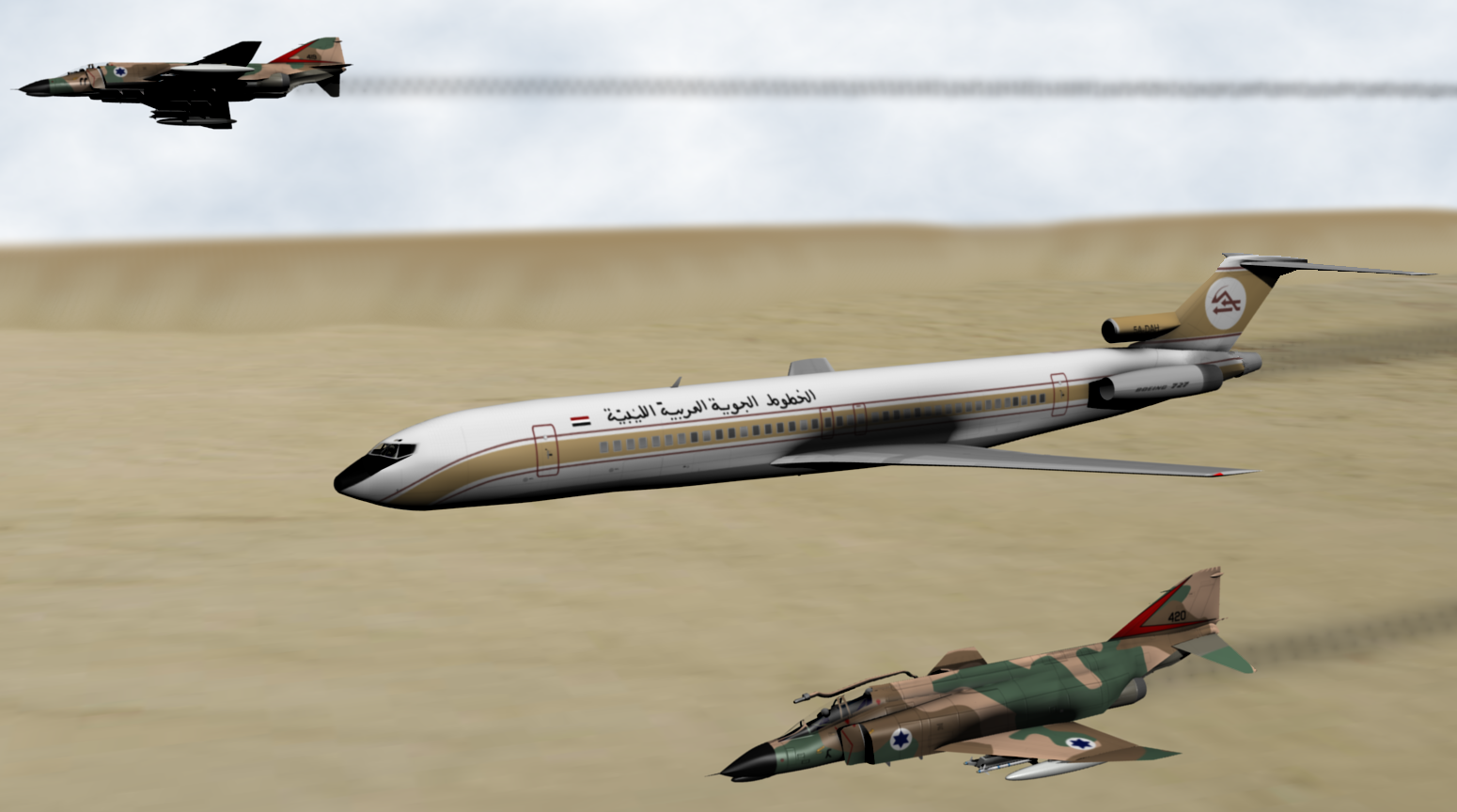
ilustração - 2 F-4E acompanham e abatem um Boeing 727 Líbanês

Especulou~se muito sobre a posse de armas nucleares por parte de Israel desde os finais dos anos 60. O jornalista de investigação, Prémio Pulitzer, Seymour Hersh afirmou num dos seus trabalhos de investigação, que: "terá havido momentos durante a Guerra do Yom Kipur em que as coisas estiveram de tal modo desfavoráveis para Israel, que um esquadrão de F~4E foi armado com bombas nucleares e posto em alerta permanente para possível uso". Esta afirmação nunca foi confirmada ou desmentida por parte dos governos Israelitas,
Foi planeada uma ambiciosa modernização para prolongar a vida útil e melhorar as suas capacidades bélicas, mas devido ao elevado custo por avião e atendendo à sua idade foi decidida uma mais modesta. Todos os F-4E que foram modernizados, passaram a ser designados, Kurnass 2000.

### Japão
A Força Aérea de Autodefesa do Japão (JASDF) adquiriu 140 unidades para defesa aérea designados F-4EJ e 14 aviões de reconhecimento designados RF-4EJ. Em Julho de 1971 foram entregues os dois primeiros exemplares, construídos pela McDonnell, que serviram de

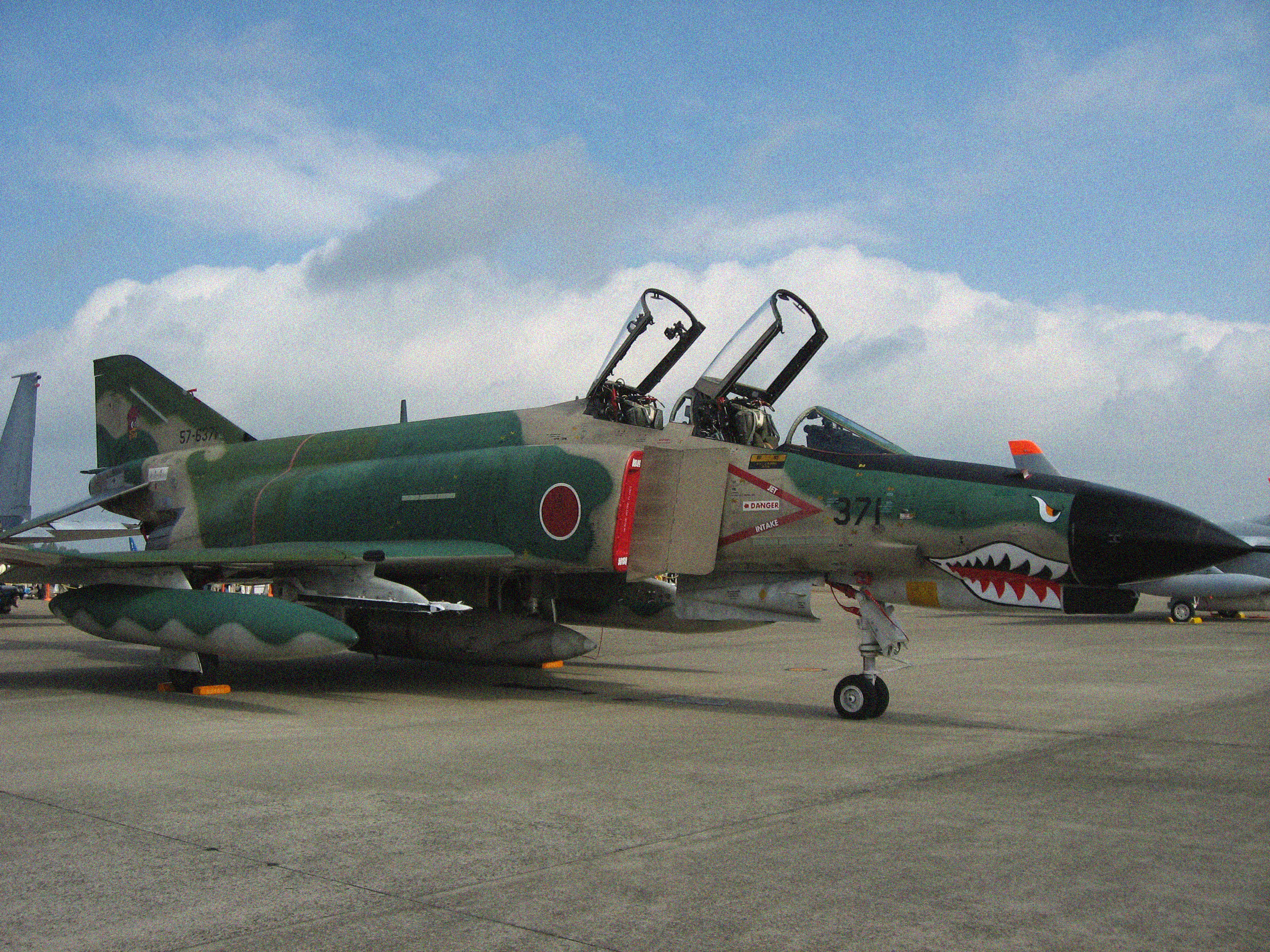
F-4EJ, Base aérea de Hyakuri, Setembro de 2007. Avião já retirado e mantido em condições de voo

protótipos para desenvolvimento dos procedimentos de operação e manutenção. Mais onze aviões foram fornecidos e entregues em peças para serem  montados no Japão pela Mitsubishi Heavy Industries, que também construiu os restantes 127 sob licença. Os 14 RF-4EJ de reconhecimento foram integralmente construídos nos Estados Unidos e entregues entre Novembro de 1974 e Junho de 1975.
Em 1992 dos 140 F-4EJ inicias já só restavam 125 com capacidade operacional, 90 tinham sido modernizados para para o padrão F-4EJ Kai e os restantes era suposto serem transformados em RF-4EJ. Devido a problemas orçamentais só 17 foram escolhidos para serem transformados, mas apenas lhes foi retirado o canhão interno. Sendo necessário recorrer a equipamento externo para realizarem missões de reconhecimento.
Os F-4EJ foram substituídos pelo F-15 Eagle, operação que começou no início dos anos 90 e terminou em  Março de 1997, 12 RF-4EJ serviram até final de 2000. 14 aviões foram perdidos em acidentes.

### Reino Unido
A decisão do governo Britânico de autorizar a compra do F-4 Phantom foi tomada em 1964, após os sucessivos atrasos e insucessos no desenvolvimento do P-1154 da Hawker-Siddeley, (projecto para um avião V/STOL), devido à impossibilidade de atender o compromisso de um avião de ataque monolugar para a RAF e de um avião interceptor de dois lugares em tandem, para a Royal Navy.
- Royal Navy

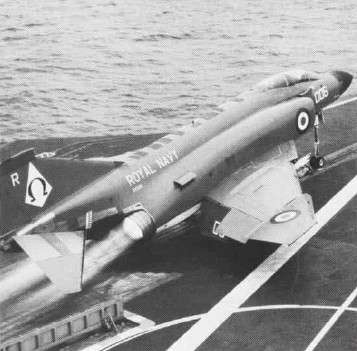
McDonnell Douglas Phantom FG.1 (F-4K)sendo lançado do HMS Ark Royal (R09)

Não se mostrando possível num horizonte de três anos, recorrer a uma solução interna a Royal Navy, optou pelo F-4 Phantom, avião que exceptuando a capacidade V/STOL atendia os
requerimentos originais do projecto P-1154 da Hawker-Siddeley, entretanto cancelado, o que originou a imposição de
condições por parte do governo, tentando minimizar a perda de postos de trabalho. Assim foi decidido que os motores e parte dos sub-sistemas do avião teriam que ser de origem e fabrico Britânico .
A escolha do propulsor recaiu no Rolls-Royce spey 202/203 com 9 300 kg força (91.3Kn) com pós-combustão, tornando possível antecipar com razoável certeza que o desempenho estaria à altura da motorização Americana. No entanto o casamento entre motor e fuselagem não foi integralmente conseguido, persistindo até ao abate dos aviões, o que talvez não fosse de estranhar já que se tratava de uma adaptação de um motor civil, para uso no avião de ataque sub-sónico Blackburn Buccaneer, que estava sendo novamente adaptado para uso supersónico. A electrónica seria fornecida pela Ferranti.
Os primeiros três F-4K de um total de 52, designados na Royal Navy por Phantom FG.Mk 1, são entregues a 29 de Abril de 1968 na base aeronaval de Yeovilton, onde tem início os ensaios e os treinos das equipes de manutenção, integrados temporariamente no Esquadrão nº 700P, enquanto eram formados os Esquadrões nº 892 e 767 para efectuar operações baseadas em porta-aviões e treino das equipes de manutenção respectivamente. O Esquadrão 892 ficou qualificado para operações embarcadas no Outono de 1969 a bordo do USS Saratoga e em Junho de 1970 faz a sua primeira comissão de serviço a bordo HMS Ark Royal. O último Phantom FG.Mk 1 (XV592) foi entregue a 21 de Novembro de 1969. Devido aos  custos demasiado elevados, o HMS Eagle nunca foi modernizado para servir de plataforma ao Phantom FG.Mk 1 e o HMS Victorious devido a um incêndio que provocou danos avultados foi reformado mais cedo que o inicialmente previsto. Somente com o HMS Ark Royal activo, apenas 29 Phantom FG.Mk 1 eram necessários à Marinha Real Britânica, os restantes foram transferidos para o Esquadrão 43º da RAF. Em 1978 o governo Britânico decidiu que não se podia dar ao luxo de manter um porta-aviões para uso de aviões de asa fixa e o Ark Royal foi também desactivado. O último Phantom FG.Mk 1 foi lançado do convés de voo do Ark Royal em 27, Novembro de 1978. Em Dezembro foram transferidos para o 111º Esquadrão da RAF com a responsabilidade de patrulhar e defender o espaço aéreo entre a Islândia e o Reino Unido. Foram perdidos sete Phantom FG.Mk 1 em acidentes enquanto ao serviço da Marinha Real e mais oito depois de transferidos para a RAF.
- RAF

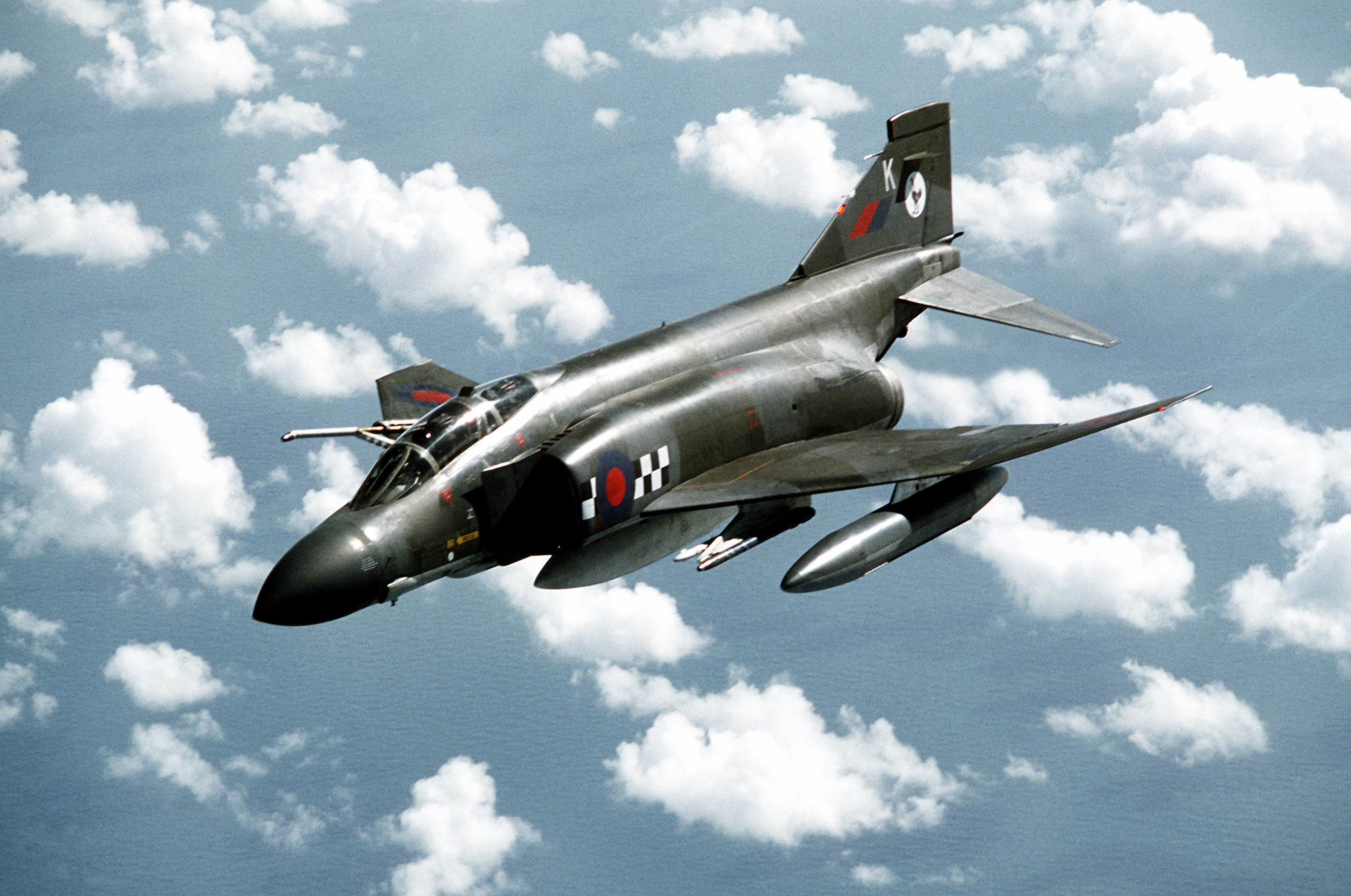
Phantom FG.1 da RAF ex-Royal Navy

Encomendados 118 F-4M, designados Phantom FGR.Mk 2 pela RAF o primeiro (XT891) foi entregue em 18 de Julho de 1968 e o último (XV501) em 20 de Outubro de 1969, devido a um acidente e às necessárias reparações ainda nos Estados Unidos, o XV434 só atingiu capacidade operacional em 16 de Junho de 1970. Até à entrada em serviço do SEPECAT Jaguar o ataque ao solo era a missão primária dos Phantom FGR.Mk 2, passando posteriormente, e à medida que os English Electric Lightning atingiam o limite de idade, a assegurar o seu papel de intercepção e defesa aérea. Os Phantom FGR.Mk 2 não participaram na guerra das Falkland/Malvinas, mas após a sua recaptura passaram a ter presença permanente na Ilha. Para compensar o equilíbrio de forças na Europa, foram comprados 15 F-4J ex-US Navy, que mantiveram os motores e aviónicos Americanos. Recebidos em Agosto de 1984 foram retirados no início de 1991, ao contrário do expectável não foram designados Phantom FGR.Mk 3 para não se confudirem com os Tornado F.Mk 3 ficando conhecidos como F-4J(UK). A partir de 1991 com a entrada em serviço dos Panavia Tornado os Phantom FGR.Mk 2 foram progressivamente desactivados, o 74º esquadrão foi a última unidade a operar o Phantom até ao final de 1992. Terminando assim a era de um dos mais famosos aviões ao serviço de Sua Majestade.

### Turquia
Durante a década de 1970 a Força Aérea da Turquia veio a confirmar-se como um dos mais importantes utilizadores do F-4E. Entre unidades novas e transferidas de outros países da OTAN adquiriu um total de 233 F-4E e RF-4E. A primeira encomenda de 40 F-4E novos, foi efectuada ao abrigo do programa Peace Diamond III durante o ano de 1973. Foram entregues até Agosto de 1974 e substituiram os Northrop F-5A.

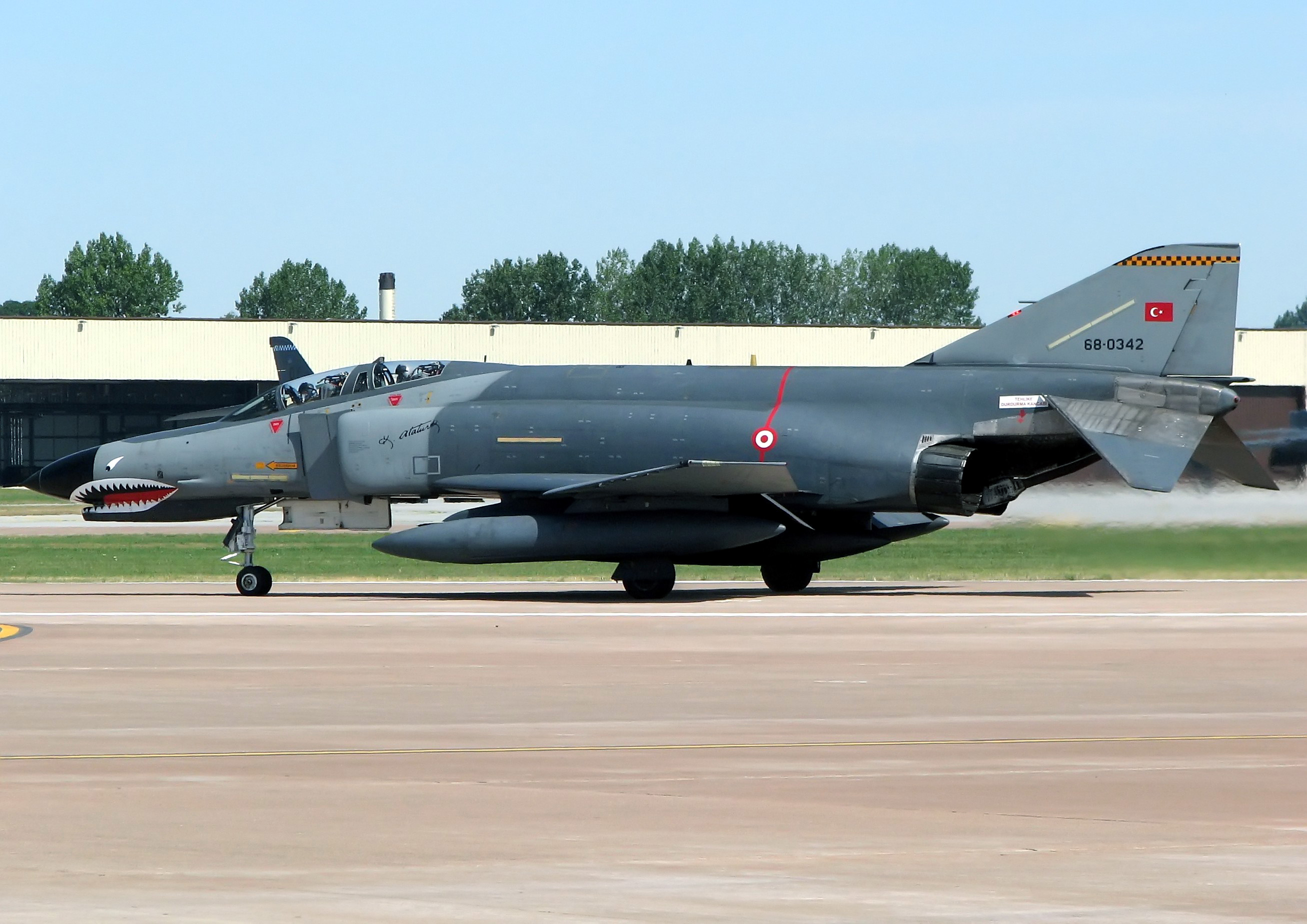
Um F-4E Turco no Royal International Air Tattoo, Setembro de 2006

Em 1977 foram encomendados mais 32 F-4E e oito RF-4E novos, ainda ao abrigo do programa Peace Diamond III e substituíram os F-100 Super Sabre e RF-84F respectivamente.
Ao abrigo do programa Peace Diamond IV foram transferidos em 1987 40 F-4E que já tinham sido abatidos ao efectivo da USAF. Outros 40 F-4E nas mesmas condições foram transferidos em 1991 como agradecimento pelo apoio dado aos objectivos Americanos na primeira Guerra do Golfo.
Entre 1992 e 1994 foram recebidos 32 RF-4E ex-Luftwaffe.
Em Agosto de 1995 a Israel Aircraft Industries, ganhou um concurso no valor de US$ 600 milhões, para a modernização de 54 F-4E, elevando-os ao padrão
semelhante aos F-4E Kurnass 2000 Israelitas já modernizados. 26 aviões foram modificados em Israel, que também forneceu os kits de montagem para os restantes 28 sofrerem a mesma modificação na Turquia. Estes F-4 foram designados internamente por F-4E/2020 Terminator, revelando a esperança Turca de os conseguir manter em estado de combate até ao ano 2020.

## Sinopse
| US Navy e US Marines                                   |                                                                            |
| 2                                                      | XF4H-1                                                                     |
| 45                                                     | F-4A                                                                       |
| 649                                                    | F-4B - estão incluídos 12 F-4G (versão da US Navy) e 243 F-4N modernizados |
| 46                                                     | RF-4B                                                                      |
| 522                                                    | F-4J - estão incluídos 302 F-4S modernizados                               |
| Total → 1,264 F-4 produzidos para US Navy e US Marines |                                                                            |
| US Airforce                                            |                                                                            |
| 583                                                    | F-4C                                                                       |
| 2                                                      | YRF-4C                                                                     |
| 503                                                    | RF-4C                                                                      |
| 793                                                    | F-4D                                                                       |
| 993                                                    | F-4E estão incluídos 116 F-4G Wild Weasel modernizados                     |
| Total → 2,874 produzidos para a USAF                   |                                                                            |
| Total → 4,138 produzidos para os Estados Unidos        |                                                                            |

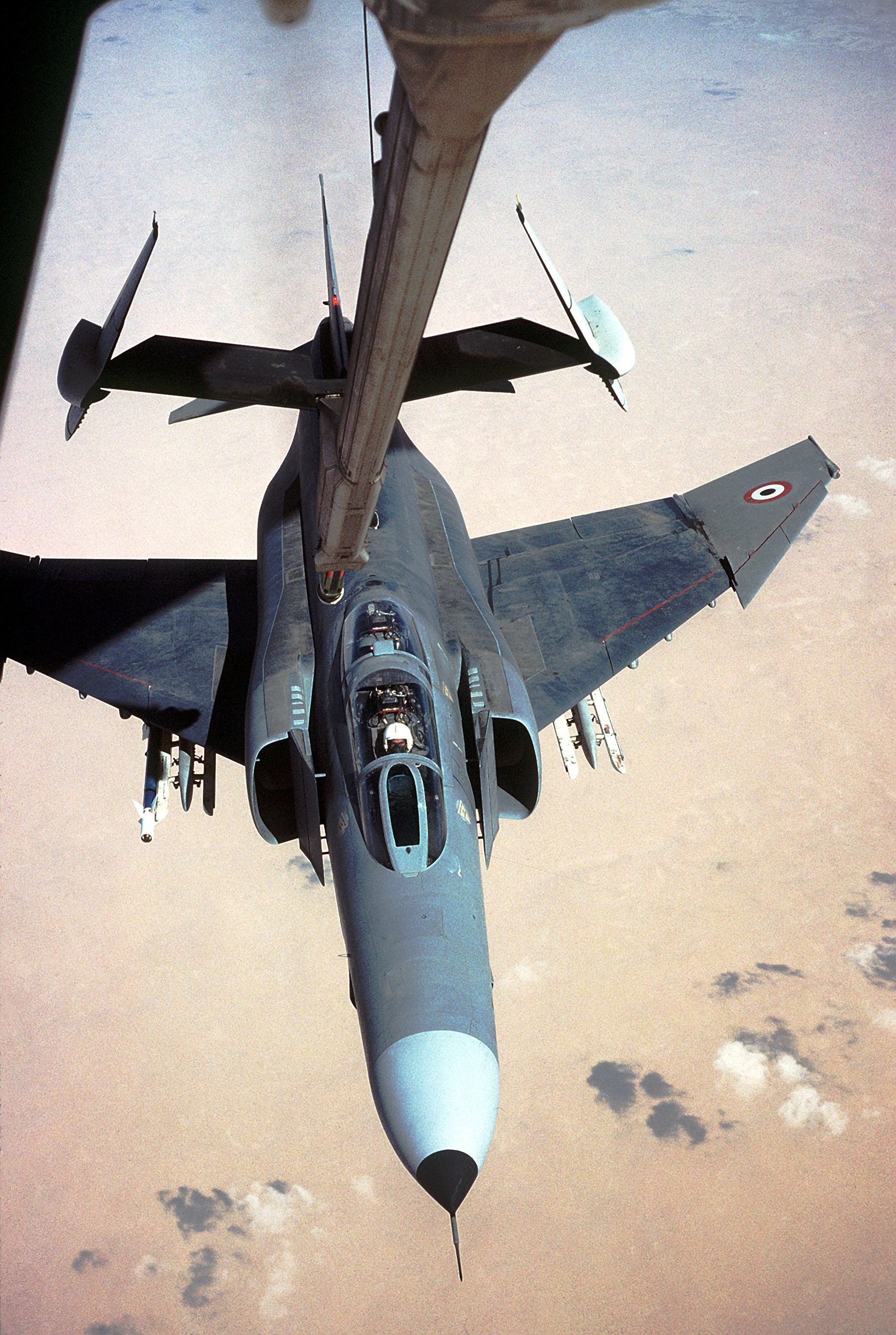
F-4 Egípcio posicionado-se para reabastecer
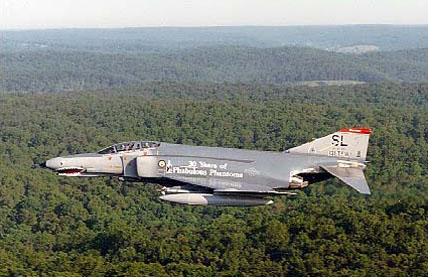
F-4E com esquema de pintura celebrando os 30 anos de "Phabulous Phantoms"
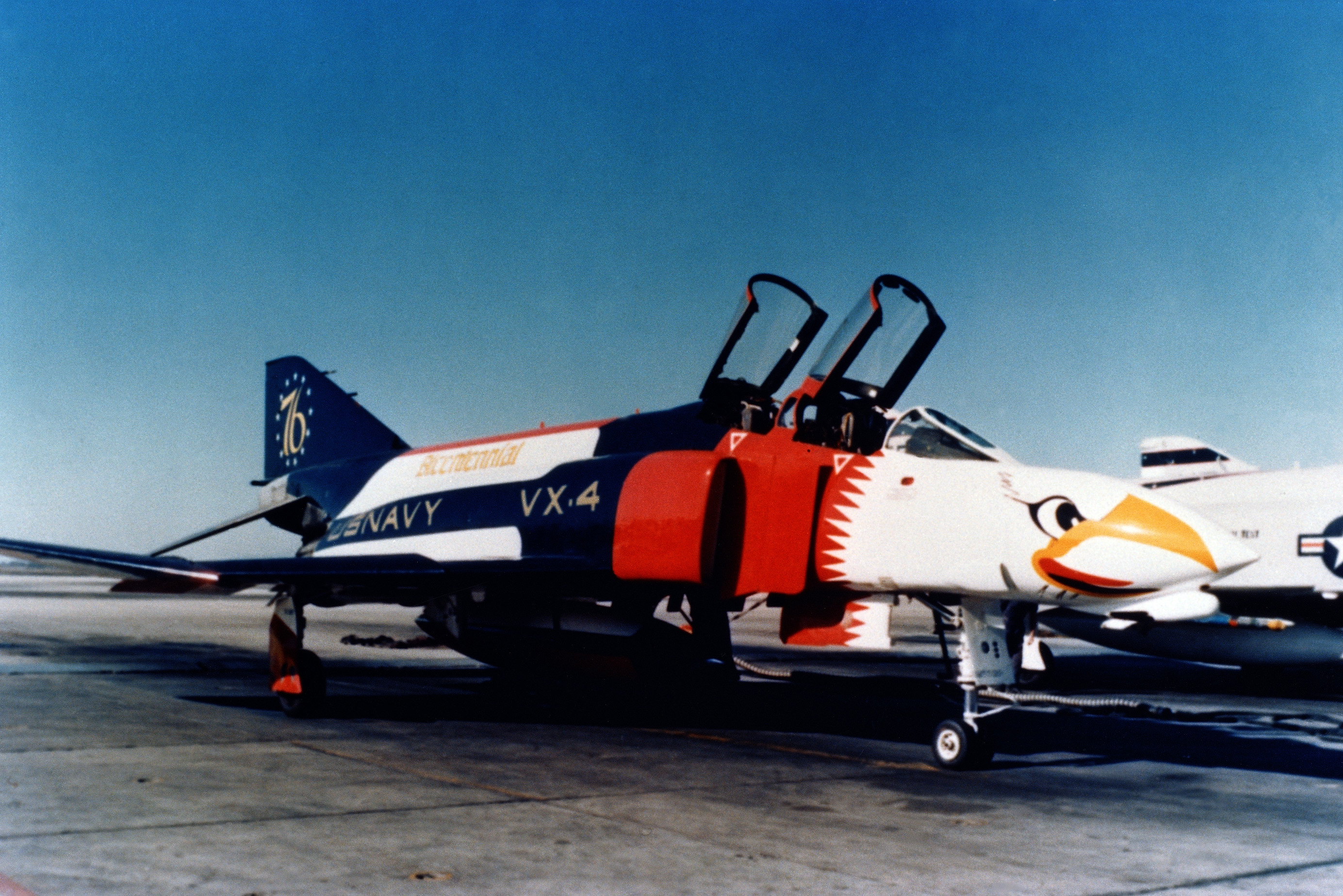
F-4J da US Navy, pintado com um esquema comemorativo do 200º centenário da revolução Americana

| Alemanha                                                         |                                                                                         |
| 10                                                               | F-4E                                                                                    |
| 88                                                               | RF-4E                                                                                   |
| 175                                                              | F-4F                                                                                    |
| Total → 273 produzidos para a Alemanha                           |                                                                                         |
| Coreia do Sul                                                    |                                                                                         |
| 92                                                               | F-4D ex-USAF mais 12 RF-4C ex-USAF                                                      |
| 37                                                               | F-4E mais 66 F-4E ex-USAF                                                               |
| Total → 37 produzidos para a Coreia do Sul mais 170 usados (207) |                                                                                         |
| Egipto                                                           |                                                                                         |
| 44                                                               | F-4E ex-USAF usados                                                                     |
| Espanha                                                          |                                                                                         |
| 40                                                               | F-4C mais 20 RF-4C ex-USAF Total → 60 usados                                            |
| Grécia                                                           |                                                                                         |
| 56                                                               | F-4E mais 28 F-4E ex-USAF                                                               |
| 8                                                                | RF-4E mais 29 RF-4E ex-Luftwaffe                                                        |
| Total → 64 produzidos para a Grécia mais 57 usados (121)         |                                                                                         |
| Irão                                                             |                                                                                         |
| 32                                                               | F-4D                                                                                    |
| 177                                                              | F-4E pelo menos mais 23 F-4E ex-USAF via esquema Irão-Contras                           |
| 16                                                               | RF-4E                                                                                   |
| Total → 225 produzidos para o Irão mais 23 usados (248)          |                                                                                         |
| Israel                                                           |                                                                                         |
| 42                                                               | F-4E mais 162 F-4E ex-USAF                                                              |
| 12                                                               | RF-4E                                                                                   |
| Total → 54 produzidos para Israel mais 162 usados (216)          |                                                                                         |
| Japão                                                            |                                                                                         |
| 140                                                              | F-4EJ 2 produzidos nos EUA, 11 fornecidos em kits, restantes produzidos pela Mitsubishi |
| 14                                                               | RF-4E                                                                                   |
| Total → 154 produzidos para o Japão                              |                                                                                         |
| Reino Unido                                                      |                                                                                         |
| 52                                                               | FG.1 (F-4K) para a Royal Navy                                                           |
| 118                                                              | FGR.2 (F-4M) para a RAF mais 15 F-4J ex-US Navy                                         |
| Total → 170 produzidos para o Reino Unido mais 15 usados (185)   |                                                                                         |
| Turquia                                                          |                                                                                         |
| 72                                                               | F-4E mais 15 ex-USAF                                                                    |
| 8                                                                | RF-4E                                                                                   |
| Total → 80 produzidos para a Turquia mais 15 usados (95)         |                                                                                         |
| Total → 1,057 produzidos para exportação                         |                                                                                         |

## Variantes
| Os pilotos e todos os que trabalharam com o F-4, apelidaram-no com vários nomes, mas "burro de carga" foi o mais elogioso de todos. Um avião com o qual se podia contar, um avião que fazia tudo o que lhe era pedido, um avião que cumpria a sua missão e trazia o seu piloto de regresso a casa. |
| --- |